# Cratera de Darvaza

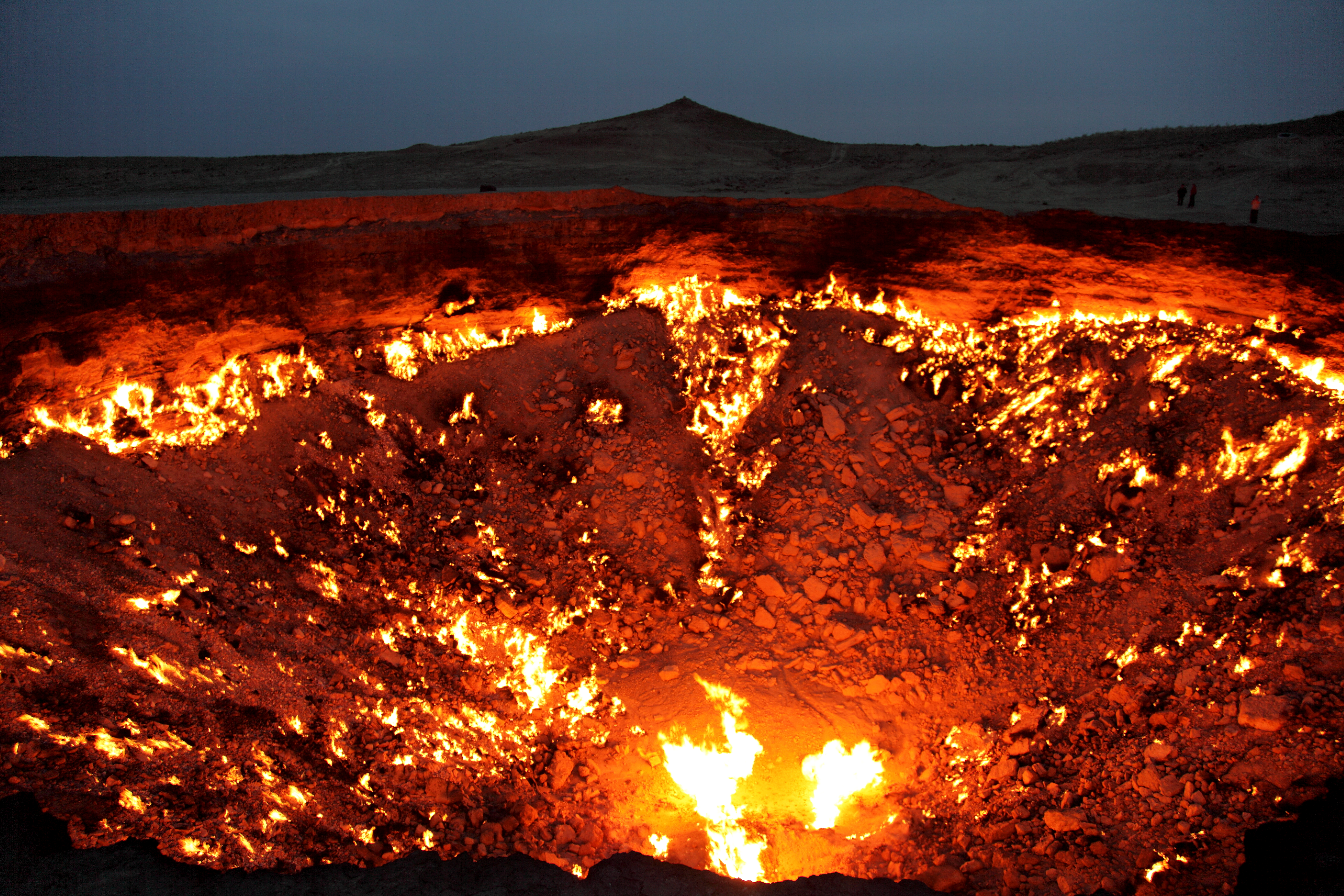
O depósito como visto à noite, 2010

A Cratera de Darvaza, também chamada de Porta para o Inferno, é um campo de gás natural localizado em Darvaza (ou Derweze) (que significa "porta"), na província de Ahal, no Turcomenistão. A cratera é conhecida por suas chamas, que vêm queimando continuamente desde 1971, alimentada pelos ricos depósitos de gás natural na área. Ela exala um forte cheiro de enxofre que pode ser sentido à distância.

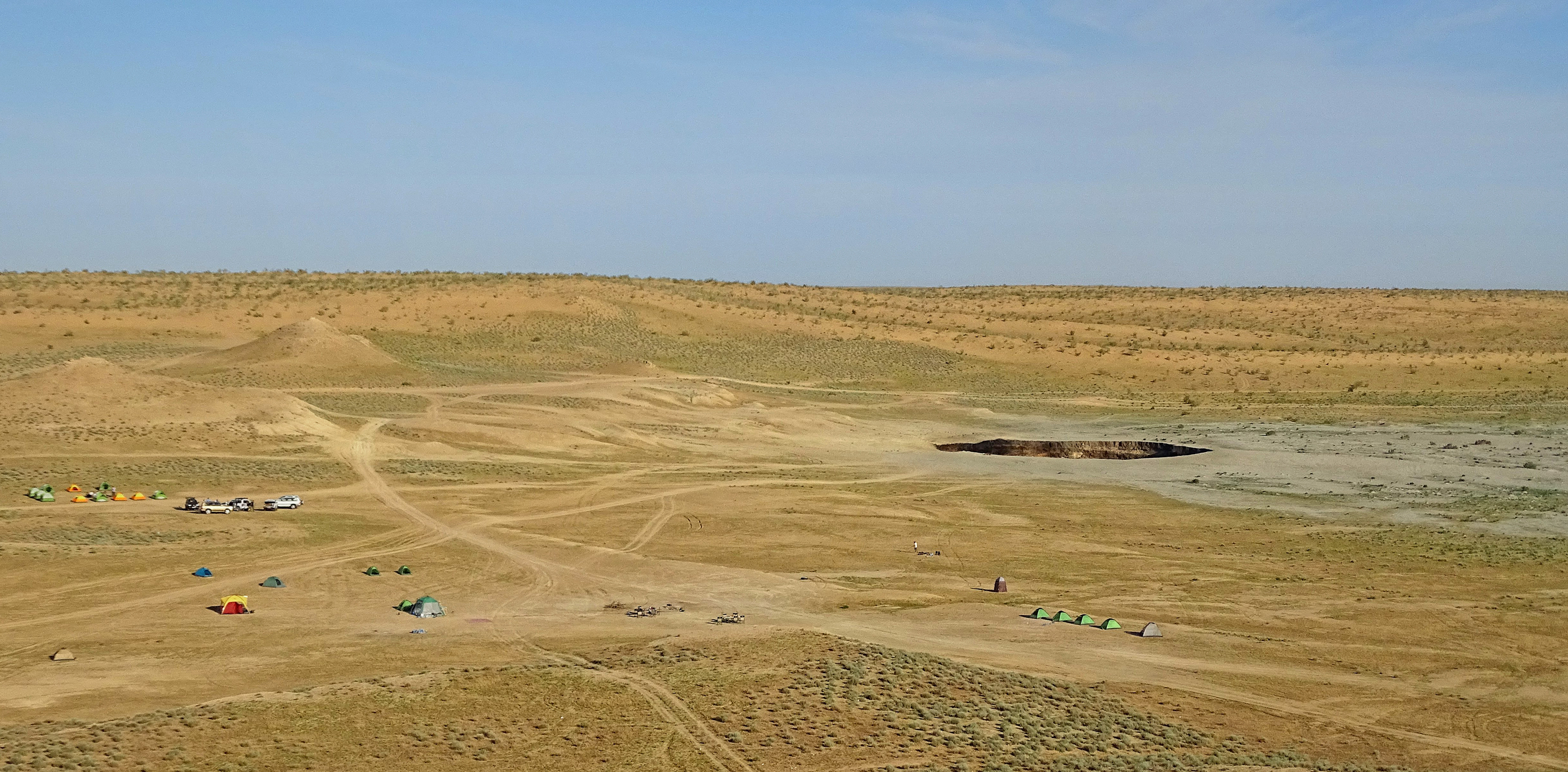
Cratera em Darvaza com arredores 2015.

## Geografia
A aldeia de Darvaza, também conhecida como Derweze (que significa "o portão", em turcomano), com 350 habitantes, está localizada a cerca de 260 km ao norte de Asgabade, no meio do deserto de Caracum, que ocupa mais de 70% da área do país e é rico em petróleo, enxofre e gás natural.  A reserva de gás encontrada alí é uma das maiores no mundo.  O nome "Porta para o Inferno" foi dado pela população local referindo-se ao fogo, lama fervente e as chamas alaranjadas na cratera que tem um diâmetro de 70m propiciando um cenário que faz lembrar a descrição popular do acesso principal ao  Reino de Hades.  Seus habitantes são principalmente turcomanos da tribo Teke, que conservam um estilo de vida semi-nômade.

## História
O local foi identificado em 1971 por engenheiros da então União Soviética pensando que este poderia ser um campo de petróleo. A partir dessa premissa, eles montaram um acampamento com uma plataforma de perfuração para avaliar a quantidade de gás e petróleo disponíveis no local. Como os soviéticos estavam satisfeitos com o sucesso em encontrar esses recursos, eles começaram a armazenar o gás. Porém, durante as escavações foi descoberta uma caverna subterrânea de grande profundidade, repleta de gás tóxico.  Num certo momento dos trabalhos, o chão sob a plataforma de perfuração cedeu abrindo uma grande cratera que engoliu os equipamentos. Nenhuma vida foi perdida no incidente, mas grandes quantidades de gás metano foram lançadas na atmosfera criando enormes problemas ambientais e imenso dano ao povo das aldeias, resultando em algumas mortes.[carece de fontes?]
Temendo a liberação de mais gases nocivos da cratera, os cientistas decidiram queimá-los. Eles consideraram que seria mais seguro  queimá-lo do que extraí-lo do subsolo, pois isso exigiria processos caros. Em termos ambientais, a queima do gás é a solução mais coerente quando as circunstâncias são tais que ele não pode ser extraído para uso. O gás metano lançado na atmosfera também é um perigoso gás de efeito estufa.  Naquele tempo, as expectativas eram de que o gás iria queimar por alguns dias, mas ainda está queimando décadas depois de ter sido incendiado. Não há nenhuma previsão de quando as labaredas vão finalmente cessar, já que a quantidade de gás que ainda existe nas profundezas da cratera é incerta.

## Efeitos sobre o desenvolvimento futuro do gás

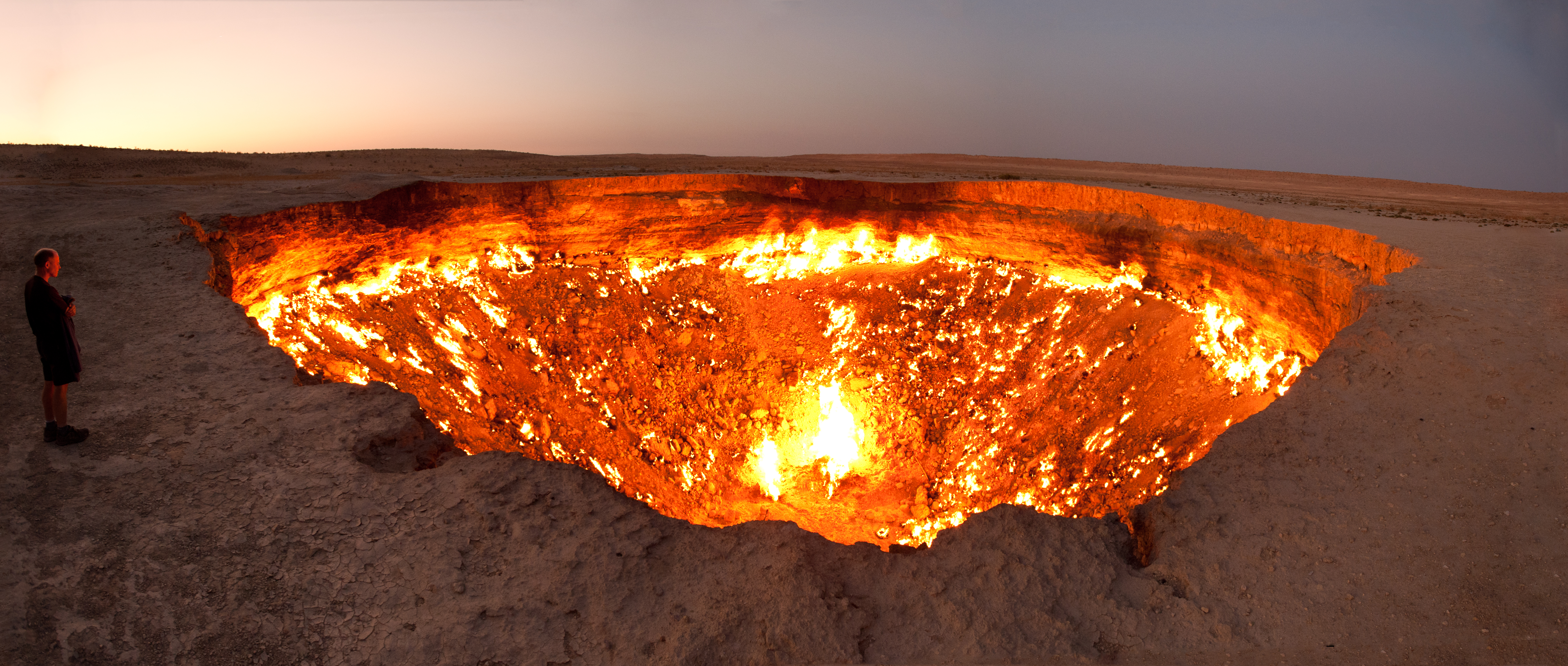
Poço de Darvaza, a Porta do Inferno

Em abril de 2010 o presidente do Turcomenistão, Gurbanguly Berdimuhamedow, visitou o local e ordenou que o buraco fosse fechado ou que fossem tomadas medidas para limitar a sua influência sobre o desenvolvimento de outros campos de gás natural na área. O Turcomenistão planejava aumentar sua produção de gás natural, com a intenção de aumentar sua exportação de gás para a República Popular da China, a Índia, o Irão, a Rússia e a Europa Ocidental. No entanto, mesmo com a tentativa do presidente, a ideia não deu certo. O forte apelo turístico da "Porta do Inferno" fez com que o governante mudasse de ideia e deixasse a cratera se apagar sozinha quando o gás acabar. Em janeiro de 2022, o presidente do Turcomenistão, Gurbanguly Berdimuhammedow, ordenou que especialistas encontrem uma maneira de extinguir o incêndio da cratera de gás natural conhecida como "Porta do Inferno". 